# Projektus (biskup Imoli)
Projektus z Imoli (zm. ok. 483) – biskup Imoli i święty z V wieku. Jego postać jest jednak wątpliwa, chociaż są oznaki jego kultu.
Miał być następcą Piotra Chryzologa(ur. w Forum Cornelii, dzis. Imola, zm. 450).
Projektus miał zostać również umieszczony na liście żołnierzy z Legii Tebańskiej (zm. 286-291), jako męczennik chrześcijański.
Wspomnienie liturgiczne św. Projektusa obchodzone jest w Kościele katolickim 23 września
Nie należy mylić świętego z Projektusem męczennikiem z 1 grudnia.